# Stadio Città di Barcelos
Lo stadio Città di Barcelos (in portoghese Estádio Cidade de Barcelos) è uno stadio situato a Barcelos, in Portogallo.
Costruito e aperto nel 2004, lo stadio è utilizzato per le partite di calcio interne del club del Gil Vicente Futebol Clube, squadra della città.
La prima partita nello stadio ha visto perdere il Gil Vicente contro il club uruguaiano del Nacional Montevideo per 1-2, incontro tenutosi il 30 maggio 2004.
Riguardo all'utilizzo del club del Gil Vicente, lo stadio Cidade de Barcelos ha di fatto sostituito il vecchio impianto, l'Estádio Adelino Ribeiro Novo, in cui il club ha disputato le partite interne dagli anni '20 al 2004.
Nella classificazione UEFA lo stadio è incluso nella categoria C.